# Christina Doreothea Stuart
Christina Doreothea Stuart, conocida artísticamente como Madame Stuart (fallecida después de 1774), fue una bailarina, equilibrista, cantante y música noruega. Está vinculada con la historia del primer teatro público de Noruega y se la considera una pionera del ballet en su país.

## Biografía
Estuvo casada con el famoso bailarín y acróbata británico Michael Stuart, tuvo varios hijos con él. Se les considera una pareja pionera del ballet noruego. 
El ballet de Madame Stuart se considera el primero jamás representado en Oslo. Se convirtió en una artista popular y exitosa allí, donde en ese momento no había teatros públicos y el único entretenimiento lo ofrecían artistas itinerantes que pasaban por la ciudad. Realizó sus actuaciones en el ayuntamiento, organizó conciertos benéficos en beneficio de los pobres y compuso canciones en danés.
En una actuación en Oslo, el 26 de enero de 1770, "Madame Stuart" cantó, tocó música instrumental, realizó acrobacias y bailó ballet, y el 31 de enero de 1771 realizó caminatas sobre la cuerda floja. 
Si bien su esposo era admirado por sus capacidades artísticas, también era conocido por su consumo excesivo de alcohol y sus peleas. Mientras ella actuaba, él abrió y administró una posada donde vendía vino, cerveza y dulces. Cuando murió en junio de 1771, ella se quedó con varios niños pequeños que mantener y parece que se encontraba en una situación financiera desalentadora. Además de dar lecciones de danza y continuar con sus representaciones teatrales, tuvo que dedicarse a la venta de diferentes tipos de bienes. 
Desde octubre de 1771 actuó en compañía del acróbata sueco Martin Nürenbach. El 7 de octubre de ese año, Stuart y Nürenbach realizaron ballet, acrobacia y caminata sobre la cuerda floja. Stuart cantó un aria y, en la última escena, actuaron juntos. Según se informa, los dos mostraron diferentes tipos de posiciones y equilibrios, ofreciendo hazañas equilibristas: mientras Nürenbach torcía su cuerpo en diferentes formas, Stuart equilibraba una pluma de pavo real tanto horizontal como verticalmente, la perdía, la recuperaba y luego tocaba un minueto, probablemente con un laúd.
En diciembre de ese mismo año, Nürenbach fundó el primer teatro público de Oslo, conformado por un grupo de artistas escénicos, de los cuales él y Stuart eran probablemente los únicos artistas con experiencia y formación profesional previa. Si bien la actividad del teatro es mayormente desconocida, Stuart probablemente fue la actriz que actuó con Nürenbach en la obra Jomfru Pecunia de M. Nissen. En febrero de 1772, el teatro fue cerrado y Nürenbach regresó e a Suecia. 
Stuart se trasladó a Suecia en 1774 y actuó en Gotemburgo en abril de este mismo año. En 1783, una bailarina llamada Eleanore Stuart hizo su debut en el Teatro Real Danés de Copenhague; pudo haber sido hija de Christina Doreothea Stuart.